# Tauricollarium
Tauricollarium är ett släkte av mångfotingar. Tauricollarium ingår i klassen dubbelfotingar, fylumet leddjur och riket djur.
Kladogram enligt Catalogue of Life:
| Tauricollarium | \| \| Tauricollarium biramosum \| \| \| \| \| \| Tauricollarium uniramosum \| \| \| \| |
|                | \| \| Tauricollarium biramosum \| \| \| \| \| \| Tauricollarium uniramosum \| \| \| \| |
|                | Callipodida                                                                            |
|                |                                                                                        |
|                | vinterdubbelfotingar                                                                   |
|                |                                                                                        |
|                | klotdubbelfotingar                                                                     |
|                |                                                                                        |
|                | Glomeridesmida                                                                         |
|                |                                                                                        |
|                | cylinderdubbelfotingar                                                                 |
|                |                                                                                        |
|                | Platydesmida                                                                           |
|                |                                                                                        |
|                | banddubbelfotingar                                                                     |
|                |                                                                                        |
|                | penseldubbelfotingar                                                                   |
|                |                                                                                        |
|                | spetshuvuddubbelfotingar                                                               |
|                |                                                                                        |
|                | Pseudoporatia                                                                          |
|                |                                                                                        |
|                | Siphoniulida                                                                           |
|                |                                                                                        |
|                | Siphonocryptida                                                                        |
|                |                                                                                        |
|                | Siphonophorida                                                                         |
|                |                                                                                        |
|                | Sphaerotheriida                                                                        |
|                |                                                                                        |
|                | slitsdubbelfotingar                                                                    |
|                |                                                                                        |
|                | Spirostreptida                                                                         |
|                |                                                                                        |
|                | Stemmiulida                                                                            |
|                |                                                                                        |
|                | Tauricollarium biramosum                                                               |
|                |                                                                                        |
|                | Tauricollarium uniramosum                                                              |
|                |                                                                                        |

|  | Tauricollarium biramosum  |
|  |                           |
|  | Tauricollarium uniramosum |
|  |                           |